# Avon Products

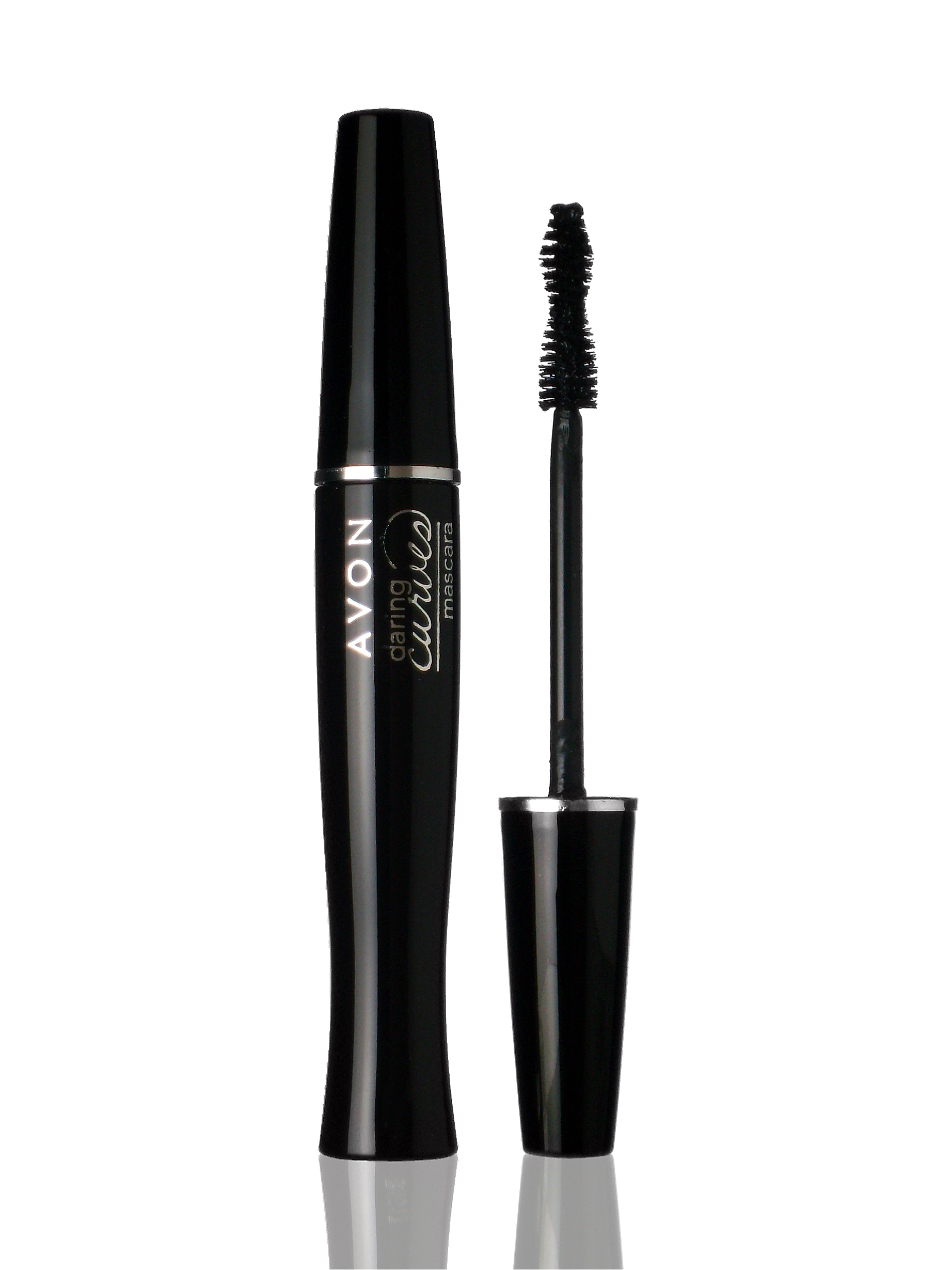

Avon Products Inc. ist ein ursprünglich in New York und heute in London ansässiges Unternehmen. Das Unternehmen wurde von David McConnell gegründet. Er begann als Buchverkäufer und gab kleine Parfümproben als Erfrischung an seine Kunden. Als er bemerkte, dass die Leute sehr an Parfüm interessiert waren, entwickelte er daraus ein Unternehmen. Klassisch vertreibt Avon seine Produkte über „Avon-Ladies“ (Verkaufsberaterinnen), in Deutschland „Avon-Beraterin“ genannt.

## Geschichte
McConnell gründete 1886 in Manhattan, New York, die „California Perfume Company“ und begann, Parfüm von Tür zu Tür zu verkaufen. Die California Perfume Company wurde 1939 in Avon Products Inc. umbenannt. Der Name Avon ist eine Hommage an William Shakespeare und dessen Geburtsstadt Stratford-upon-Avon. Die Avon-Niederlassungen in Deutschland und in Großbritannien wurden 1959 gegründet. 1977 erschien erstmals die Modeschmuck-Kollektion.
Die Firma verzichtete seit 1988 auf Tierversuche. Seit 2012 ist aber durch die Tierrechtsorganisation PETA bekannt, dass Avon Products Inc. Tierversuche in China durchführen lässt, um lokalen Zulassungsvorschriften zu entsprechen.
Im Jahr 2010 war Avon weltweit in mehr als 100 Ländern tätig. Der Vertrieb läuft über rund 6 Millionen Beraterinnen. Der Umsatz des Unternehmens liegt bei über 10 Milliarden US-Dollar.
Nach einem Kurs-Einbruch 2011 bot die deutsche Unternehmerfamilie Reimann an, Avon für rund 10 Milliarden Dollar in ihren Kosmetik-Konzern Coty zu übernehmen. Avon lehnte das Angebot als zu niedrig ab und kündigte stattdessen an, dass Andrea Jung zum 23. April 2012 von Sherilyn McCoy als Vorstandsvorsitzende abgelöst würde.
2016 verkaufte Avon Products sein gesamtes amerikanisches Geschäft für 170 Millionen US-Dollar an Cerberus Capital Management, sodass der Konzern nunmehr ausschließlich außerhalb Amerikas tätig ist. In der Folge wurde der Unternehmenssitz nach London verlegt. Das veräußerte Geschäft in den Vereinigten Staaten, Kanada und Puerto Rico firmiert seither unter Avon Company. Im Mai 2019 bestätigte Avon eine Vereinbarung zur vollständigen Übernahme durch den brasilianischen Kosmetikkonzern Natura & Co im Wege eines Aktientausches. Die Übernahme soll im ersten Quartal 2020 abgeschlossen sein und den viertgrößten Kosmetikkonzern der Welt mit einem kombinierten Umsatz von 10 Milliarden US-Dollar schaffen. Natura & Co gehören bereits die Marken Natura, Aesop und The Body Shop.
Im August 2024 beantragte Avon Products ein Insolvenzverfahren gemäß Chapter 11.